# 1610 en musique classique
| \| • Retour à la chronologie générale de la musique classique • \| |
| Grèce • Rome • Haut Moyen Âge • VIIIe siècle • IXe siècle • Xe siècle • XIe siècle XIIe siècle • XIIIe siècle • XIVe siècle • XVe siècle • XVIe siècle • XVIIe siècle XVIIIe siècle • XIXe siècle • XXe siècle • XXIe siècle |
| • Retour à la chronologie générale de la musique classique • |

| Années en musique classique : 1607 - 1608 - 1609 - 1610 - 1611 - 1612 - 1613    |
| Décennies en musique classique : 1580 - 1590 - 1600 - 1610 - 1620 - 1630 - 1640 |

## Événements
- Création des Vêpres de la Vierge de Claudio Monteverdi.

## Naissances

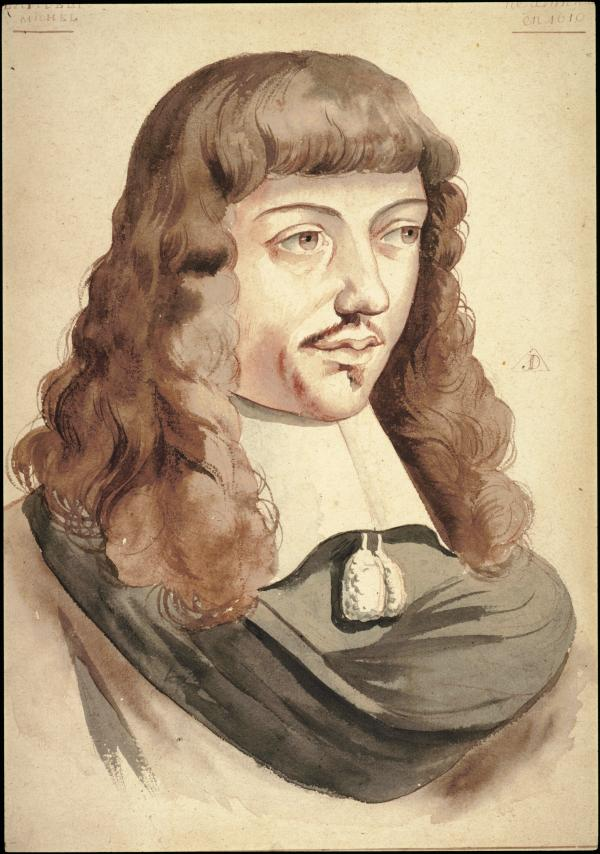
Michel Lambert

- 5 mai : baptême de Natale Monferrato, compositeur et maître de chapelle italien († 13 avril 1685).
- Leonora Duarte, compositrice judéo-flamande († 1678).
- Henry Du Mont, compositeur français originaire de la principauté de Liège († 8 mai 1684).
- Michel Lambert, théorbiste et compositeur français († 29 juin 1696).

Date indéterminée
Vers 1610
- Felice Antonio Arconati, compositeur italien († après 1679).
- Sébastien Le Camus, violoniste, théorbiste et compositeur français († 9 mars 1677).
- Jehan Hotteterre (ou Jean I Hotteterre, dit le père), maître tourneur sur bois et facteur français d'instruments de musique de la famille des bois († 1691).
- Henricus Liberti, compositeur et organiste flamand d'origine néerlandaise († 1669).

## Décès
- 8 avril : Leonard Meldert, compositeur et organiste flamand, actif en Italie (° vers 1535).
- 24 mai : Guillaume de Chastillon, sieur de La Tour, compositeur normand (° vers 1550).

Date indéterminée :
- Nicholas Carlton, compositeur anglais (° 1540).
- Philippe Dubois, compositeur franco-flamand (° vers 1575).